# Mauricio Hanuch
Mauricio Fabio Hanuch (Ciudad Evita, Buenos Aires, Argentina, 16 de noviembre de 1976-Buenos Aires, 26 de mayo de 2020) fue un futbolista argentino que se desempeñaba en la posición de mediocampista. Su extensa carrera abarcó varios clubes de su país, así como de Portugal, España, Brasil y Albania.

## Operación y fallecimiento
Tras serle detectada una insuficiencia renal causada por un virus que le afectó a ambos órganos a finales del año 2010, fue trasplantado de riñón en 2011. El 26 de mayo de 2020 después de una larga lucha contra la enfermedad, falleció a los cuarenta y tres años en la clínica la Trinidad de Palermo en Buenos Aires a causa de un cáncer de estómago.

## Clubes
| Club                   | País      | Año       |
| ---------------------- | --------- | --------- |
| Platense               | Argentina | 1993-1995 |
| Deportivo Morón        | Argentina | 1995-1996 |
| Platense               | Argentina | 1996-1998 |
| Independiente          | Argentina | 1998-1999 |
| Sporting de Lisboa     | Portugal  | 1999-2000 |
| Estudiantes (LP)       | Argentina | 2000-2001 |
| Santa Clara            | Portugal  | 2001-2002 |
| Badajoz                | España    | 2002-2003 |
| Olimpo                 | Argentina | 2003-2004 |
| Talleres (Cba)         | Argentina | 2004      |
| Defensores de Belgrano | Argentina | 2005      |
| Rio Branco             | Brasil    | 2006      |
| Nueva Chicago          | Argentina | 2006-2007 |
| Dinamo Tirana          | Albania   | 2008      |
| Platense               | Argentina | 2008-2009 |

## Palmarés

### Campeonatos nacionales
| Título        | Club               | País     | Año  |
| ------------- | ------------------ | -------- | ---- |
| Primeira Liga | Sporting de Lisboa | Portugal | 2000 |